# Will Voigt
William Bryant „Will“ Voigt (* 18. August 1976) ist ein US-amerikanischer Basketballtrainer.

## Laufbahn
Der aus Cabot (US-Bundesstaat Vermont) stammende Voigt, der deutsche Vorfahren hat, spielte als Heranwachsender Basketball an der örtlichen Cabot High School und kam auf der Position des Aufbauspielers zum Einsatz. Er studierte hernach am Pomona College (Bundesstaat Kalifornien) und gehörte der dortigen Fußballmannschaft an. 1998 und 1999 war Voigt Praktikant bei der NBA-Mannschaft Los Angeles Clippers und arbeitete für ein Unternehmen aus der EDV-Branche. Zwischen 1999 und 2001 war er für die San Antonio Spurs tätig und war Mitarbeiter in deren Videoabteilung. Er wohnte zeitweilig beim Cheftrainer der Texaner und dessen Familie, Gregg Popovich.
Im Spieljahr 2001/02 war er im Basketball-Stab der University of Texas at Austin mit administrativen Aufgaben betraut, 2002/03 arbeitete er als Co-Trainer an der Metropolitan State University. Ab Herbst 2003 hatte Voigt beim norwegischen Erstligisten Ulriken Eagles das Amt des Cheftrainers inne. Während seiner Zeit in Norwegen war Voigt teils zudem Assistenztrainer der norwegischen Nationalmannschaft (Norwegens damaliger Cheftrainer Mathias Eckhoff war später Voigts Assistent bei der nigerianischen Nationalmannschaft). Im Sommer 2006 trat er das Traineramt bei den Vermont Frost Heaves in der US-Liga ABA an. Der Mannschaftsinhaber hatte für die Besetzung des Trainerpostens zwei Anwärter (darunter Voigt) ausgesucht und ließ die Anhänger der Frost Heaves anschließend im Internet über die Besetzung des Amts abstimmen. Mehrheitlich wurde Voigt genannt, der damit die Stelle erhielt. 2007 und 2008 wurde er in der ABA als Trainer des Jahres ausgezeichnet. Er betreute die Mannschaft auch nach deren Wechsel in die Liga PBL im Jahr 2008. Er blieb bis 2009 bei den Vermont Frost Heaves im Amt. Ende Juli 2009 wurde Voigt als neuer Cheftrainer der Mannschaft Bakersfield Jam (NBA D-League) vorgestellt. Er führte Bakersfield dreimal in die Meisterrunde der D-League und arbeitete auf diesem Posten bis zum Ende der Saison 2013/14.
Im Spieljahr 2014/15 gehörte Voigt als Co-Trainer zum Stab der chinesischen Mannschaft Shanxi Brave Dragons. Anfang Juli 2015 wurde er nigerianischer Nationaltrainer und führte die Mannschaft im August desselben Jahres zum Gewinn der Afrikameisterschaft. Mit dem Sieg im Endspiel gelang es Nigeria, eine seit 1987 andauernde Niederlagenserie gegen Angola zu beenden und zugleich erstmals Afrikameister zu werden. Er betreute die Auswahl Nigerias auch bei den Olympischen Sommerspielen 2016. Dort führte Voigt die Mannschaft zu einem Sieg gegen Kroatien, die übrigen vier Spiele des olympischen Turniers wurden verloren. Nach Olympia lief sein Vertrag aus. Voigt gehörte in der Saison 2016/17 wieder dem Trainerstab der Shanxi Brave Dragons in China an.
Im November 2017 wurde er als neuer Cheftrainer der Nationalmannschaft Angolas eingestellt. Er erhielt einen Vierjahresvertrag. Voigt war letztlich bis 2020 Angolas Trainer. Aufgrund unterschiedlicher Ansichten über ausstehende Gehaltszahlungen reichte er gegen den angolanischen Verband Klage ein, im Frühjahr 2021 kam es zu einer Einigung. Bei der Weltmeisterschaft 2019 gewann Angola unter Voigts Leitung gegen die Philippinen, in den weiteren vier Partien blieb man sieglos. Zusätzlich zu seiner Aufgabe als Nationaltrainer Angolas trat Voigt Anfang Februar 2020 die Stelle als Cheftrainer des abstiegsbedrohten deutschen Bundesligisten Telekom Baskets Bonn an. Bei den Rheinländern unterzeichnete er einen Vertrag bis zum Saisonende 2019/20. Anschließend trennten sich die Wege vorerst, Mitte Januar 2021 wurde er als Cheftrainer nach Bonn zurückgeholt. Er schloss das Spieljahr mit der Mannschaft als Bundesliga-13. ab. Am Saisonende 2020/21 endete seine zweite Amtszeit in Bonn.
Zur 2022er Saison der Basketball Africa League trat Voigt das Amt des Cheftrainers beim ägyptischen Verein Zamalek an. Er erreichte mit der Mannschaft aus Kairo das Halbfinale. Ende Juni 2023 gaben die Austin Spurs Voigts Verpflichtung als Cheftrainer bekannt.
Zur Saison 2024/25 wechselte Voigt als Assistenztrainer an die Brigham Young University nach Provo (US-Bundesstaat Utah).